# Masha Mysmane
Masha Mysmane, född 1982 utanför Milano, är en italiensk sångerska och låtskrivare, mest känd som frontfigur i det alternativa metal-bandet Exilia. Förutom sin roll som medlem i Exilia, vilka hon har spelat tillsammans med sedan de bildades 1998, har hon medverkat i musikprojekt Ladykillers.
Mysmane är Exilias huvudsakliga låtskrivare och känns igen på hennes långa dreadlocksfrisyr samt på hennes hesa, aggressiva sångstil. En av hennes stora förebilder är Kurt Cobain. Hon håller för närvarande på med att skriva en bok som planeras ges ut inom en snar framtid.

## Diskografi
Studioalbum med Exilia
- 2000 – Rightside Up
- 2004 – Unleashed
- 2006 – Nobody Excluded
- 2009 – My Own Army
- 2010 – Naked
- 2012 – Decode
- 2015 – Purity